# Torneo de Apertura ARUSA 2013
El Torneo de Apertura ARUSA de 2013 fue un torneo de rugby de primera división de Chile.
El campeón del torneo fue el club Universidad Católica.

## Primera fase
|  | Finalistas. |

| Pos. | Equipo                  | Encuentros | Encuentros | Encuentros | Encuentros | Tantos | Tantos | Tantos | PB | PB | Puntos |
| Pos. | Equipo                  | PJ         | PG         | PE         | PP         | F      | C      | Dif    | BO | BD | Puntos |
| ---- | ----------------------- | ---------- | ---------- | ---------- | ---------- | ------ | ------ | ------ | -- | -- | ------ |
| 1.º  | COBS                    | 8          | 8          | 0          | 0          | 309    | 155    | +254   | 8  | 0  | 40     |
| 2.º  | Universidad Católica    | 8          | 7          | 0          | 1          | 363    | 164    | +199   | 6  | 0  | 34     |
| 3.º  | Old Boys                | 8          | 5          | 0          | 3          | 251    | 196    | +55    | 5  | 1  | 26     |
| 4.º  | Alumni SC               | 8          | 5          | 0          | 3          | 246    | 199    | +47    | 4  | 1  | 25     |
| 5.º  | PWCC                    | 8          | 3          | 0          | 5          | 204    | 188    | +16    | 4  | 2  | 18     |
| 6.º  | Old Reds                | 8          | 3          | 0          | 5          | 142    | 198    | -56    | 1  | 0  | 13     |
| 7.º  | Old Georgians           | 8          | 3          | 0          | 5          | 160    | 274    | -114   | 1  | 0  | 13     |
| 8.º  | Stade Français          | 8          | 2          | 0          | 6          | 205    | 230    | -25    | 2  | 1  | 11     |
| 9.º  | Universidad Santo Tomas | 8          | 0          | 0          | 8          | 142    | 518    | -376   | 2  | 0  | 2      |

## Final
| 2 de junio de 2013 | COBS | 19 - 24 | Universidad Católica |  |  |

| Bandera de Chile             |
| Campeón Universidad Católica |